# Makotipoko
Makotipoko ou Makotimpoko (les deux orthographes coexistent) est une localité et un district de la République du Congo, dans le département des Plateaux.

## Géographie
Le district est limitrophe au nord du district de Mossaka, au sud du district de Mpouya, à l'est du fleuve Congo, au nord-ouest du district d'Ongogni et à l'ouest du district de Gamboma.
Le district de Makotipoko compte 54 villages et 3 ethnies y cohabitent, les Moyes, les Mbochis et les Gangoulous.
La ville de Makotipoko est un port fluvial situé sur la rive droite du Congo, à une trentaine de kilomètres en amont du confluent avec la Nkéni, une cinquantaine de kilomètres en aval du confluent avec l'Alima, et environ trois cents kilomètres en amont de Brazzaville.

## Personnalités
- Adolphe Dzokanga (1942-1998), linguiste pionnier dans l'étude et la diffusion du lingala, né à Makotimpoko.
- Bernadette Ondzé née Ngambolo, députée du district de Makotimpoko, membre du PCT (Parti congolais du travail).